# 天立國際
天立国际控股（港交所：1773，又名“天立教育”）是一家中國的教育集团，成立於2002年，由罗实创立于中国四川。截至2023年，该教育集团所运营的学校覆盖中国16个省、自治区、直辖市，有在校学生10万名。
2023年5月11日，天立国际控股获纳入MSCI中国小型股指数。

## 历史
2002年，第一所学校——泸州天立学校创立；
2013年，总部搬至成都，开始向全国拓展校网；
2018年，于香港交易所上市；
2023年，目前在中国运营近50所学校，在校生人数达10万名。